# شوکران

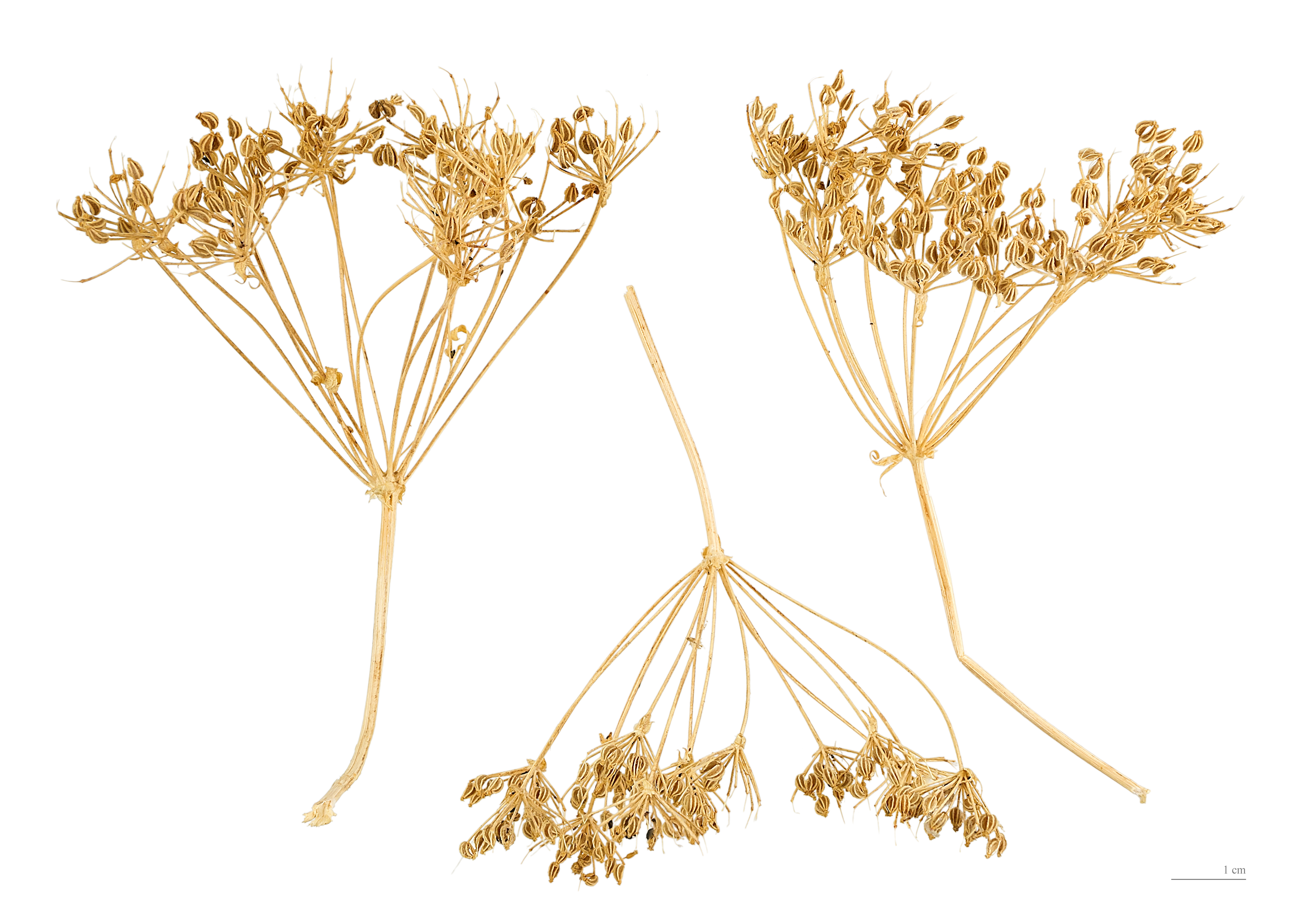
Conium maculatum

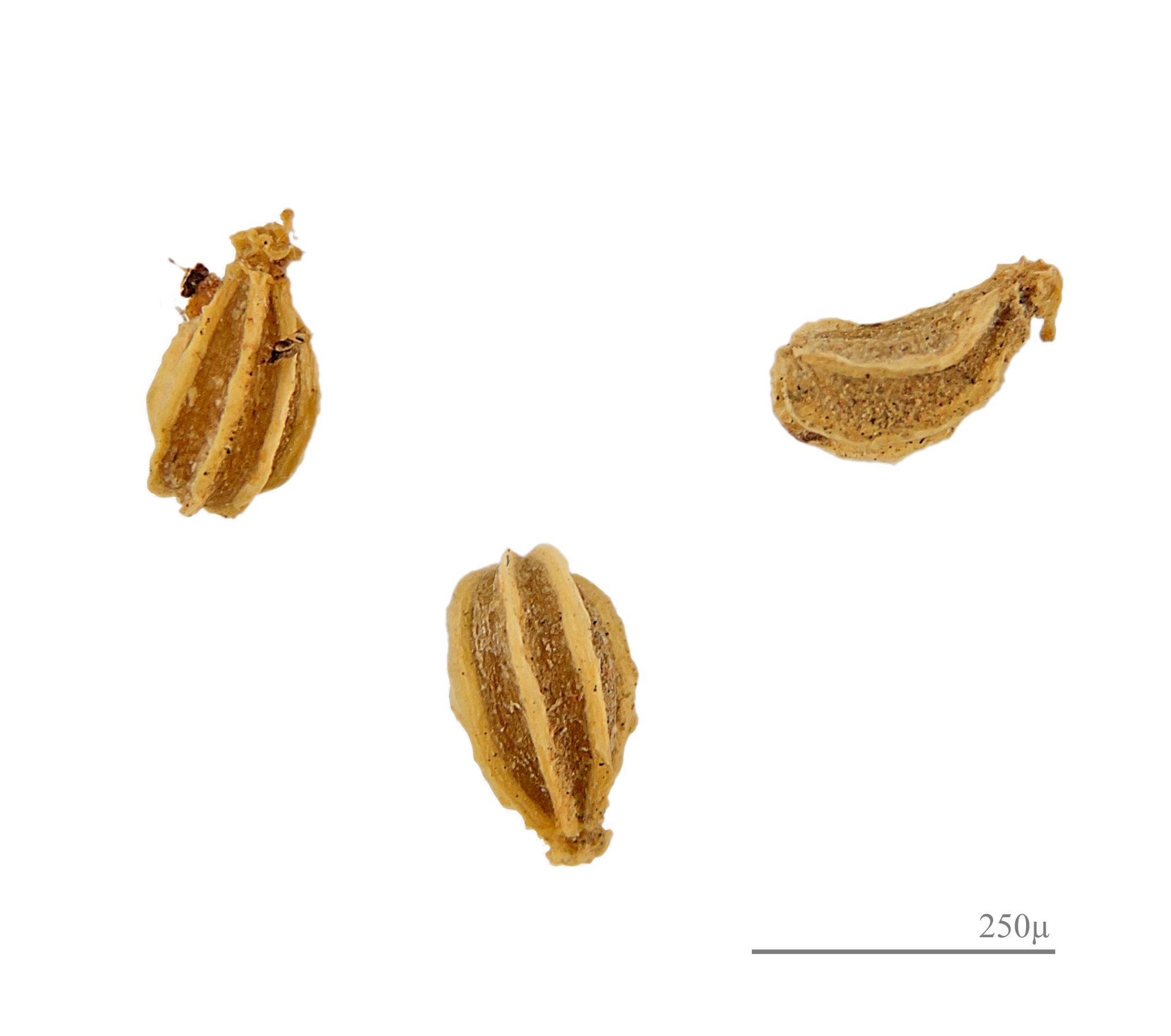
Conium maculatum

شوکران گیاهی از زیرتیرهٔ چتری‌ها (نام علمی Apioideae) از جنس شوکران‌ها (نام علمی Conium) می‌باشد. در قدیم به شوکران، دوراس تفتی، بیخ کوهی و تفت بیخ هم گفته می‌شد. به‌ویژه در جنوب ایران به آن دوراس تفتی گفته می‌شد که منسوب به شهر تفت یزد است.
شوکران گیاهی علفی و دوساله با ساقه‌ای صاف و بدون کرک است. گل‌های آن سفیدرنگ و برگ‌هایش دارای بریدگی‌های زیاد است. بیخ شوکران و عصاره برگ و ساقه آن سمی بوده و جنون‌آور است. بوی آن ضعیف و مزه‌اش اندک است. از نظر ظاهری با رازیانه همانندی دارد.
از گونه‌های آن شوکران آبی و شوکران صغیر است.

## خاصیت سمی
تمامی اجزاء این گیاه سمی هستند. ماده سمی آن کونین و از خانواده آلکالوئیدها است. پزشکان ایرانی و یونانی از این ماده در قدیم استفاده‌های داروئی بسیار می‌بردند. حتی کمتر از ۱۰۰ میلی‌گرم از این سم نیز برای یک انسان بالغ کشنده است. گیاه «نرسیده» و جوان سمی‌تر از گیاه «رسیده» و بالغ است. تأثیر سم مستقیماً بروی سیستم اعصاب بوده و پس از عوارضی چون حالت تهوع و لکنت زبان از طریق از کار افتادن سیستم تنفسی عامل مرگ می‌شود.
شوکران در قدیم برای کشتن محکومان به اعدام مصرف می‌شده است. نوشیدن جام شوکران توسط سقراط قدیمی‌ترین مورد ثبت شده در این رابطه است. در یونان باستان، مجازات اعدام به‌وسیلهٔ خوراندن شوکران به‌طور معمول در مورد اشخاصی که دارای حقوق مدنی و اجتماعی بودند، به کار گرفته می‌شد، چراکه مقرر گردیده بود که اعدام این افراد در کمترین زمان ممکن و با کمترین میزان رنج و درد و عذاب صورت بپذیرد. به همین منظور، وقتی شوکران به فرد محکوم به مرگ خورانده می‌شد، بدن وی به تدریج کرخت و بی‌حس می‌گردید و این بی‌حسی از پا آغاز می‌شد و چون به قلب می‌رسید موجب مرگ فرد می‌گشت.